# Honkalansaari (ö i Södra Savolax)
Honkalansaari är en ö i Finland. Den ligger i sjön Louhijärvi och i kommunen Sankt Michel i den ekonomiska regionen  S:t Michel och landskapet Södra Savolax, i den södra delen av landet, 210 km nordost om huvudstaden Helsingfors. Öns area är 17,2 hektar och dess största längd är 0,8 kilometer i nord-sydlig riktning.